# Josef Treuchel
Josef Treuchel (6. října 1925 Kopřivnice – 2. listopadu 1990 Kopřivnice) byl český malíř, který pocházel z Kopřivnice a celý jeho život i malířské dílo byly spojeny s tímto městem.

## Život
Josef Treuchel se narodil v Kopřivnici 6. října 1925. Svému rodnému městu zůstal věrný – vyrůstal, žil tvořil zde až do své smrti na začátku listopadu 1990. Byl podporován a veden svým učitelem frenštátské měšťanky Leopoldem Parmou. Všechen volný čas věnoval malování, jeho otec ale nesouhlasil s nejistou kariérou malíře a trval na tom, aby se vyučil řemeslu. Josef se vyučil strojním zámečníkem a okupaci strávil jako pomocný dělník v Tatře. Zde zůstal i po skončení války. Vystudoval poté strojní průmyslovou školu v Ostravě.
Navzdory nepochopení rodiny i existenčním problémům se nevzdal své jediné a největší životní lásky – malování. Navštěvoval výtvarný kroužek a své první obrazy vystavoval na amatérských výstavách v Kopřivnici i Ostravě. V roce 1950 odešel ze zaměstnání. V Liberci složil maturitu a získal možnost studovat na pražské Akademii výtvarných umění. Byl přijat až na druhý pokus v roce 1951. Vstoupil do krajinářského ateliéru profesora Otakara Nejedlého. Byl jedním z jeho posledních žáků, absolvoval ve třídě A. Pelce, poté co Otakar Nejedlý zemřel. Po absolutoriu v roce 1959 se vrátil zpět do rodného kraje, který se stal pro něj uměleckou inspirací. Ve stylu expresivně orientovaného realismu namaloval především desítky a stovky krajinek z Kopřivnice a Beskyd. Mnohé náměty také čerpal z cest a také ze studijních zahraničních cest. Jeho práce jsou osobité a nezaměnitelné a nesou vyhraněný malířský rukopis. V roce 1983 byl jmenován zasloužilým umělcem.

## Výstavy
- 1940	Výstava výtvarníků, lidový dům Kopřivnice
- 1949	Lidové výtvarnictví a fotografie, Dům umění Ostrava
- 1959	Obrazy Josefa Treuchela, Galerie mladých Praha
- 1959	Obrazy Josefa Treuchela, Galerie Dílo Havířov
- 1960	Obrazy Josefa Treuchela, ZK Tatra, Kopřivnice
- 1961 	Severomoravští výtvarníci, Galerie P. N. Bohůně, Liptovský Mikuláš
- 1962 	Severomoravští výtvarníci, Katovice (Polsko)
- 1962	Josef Treuchel – Obrazy, Muzeum ve Frenštátě pod Radhoštěm
- 1964 	Severomoravští výtvarníci, Katovice (Polsko)
- 1965 	Umělci Nový Jičín, Novellara (Itálie)
- 1965 	Výtvarné Valašsko, Vsetín
- 1968	300 malířů, sochařů, grafiků pěti generací, Praha
- 1968	Současná tvorba výtvarných umělců okresu Nový Jičín, Žerotínský zámek, Nový Jičín
- 1970 	Výstava Moravského svazu výtvarných umělců, Dům umění Ostrava
- 1971	Člověk a jeho doba, Varšava, Lodž (Polsko)
- 1974 	Severomoravští umělci, Katovice (Polsko)
- 1974	Druhé mezinárodní bienále malby, Východoslovenská galérie, Košice
- 1974 Výtvarné Valašsko, zámek Vsetín
- 1976	Obrazy Josefa Drhy a Josefa Treuchela, Štětín, Gdaňsk, Toruň (Polsko)
- 1976	Malířství, sochařství, grafika severomoravského regiónu, Varšava
- 1976	Výtvarní umělci severomoravského kraje, Volgograd (Rusko)
- 1978	Přehlídka současného československého výtvarného umění, Praha
- 1978	Výtvarné umění ostravského kraje, Volgograd (Rusko)
- 1978	Severomoravský kraj se představuje, Lodž (Polsko)
- 1979 	Výtvarní umělci Janáčkovu máji 1979, Ostrava
- 1980	Obrazy Josefa Treuchela, Kopřivnice
- 1980	Obrazy Josefa Treuchela, Muzeum Frenštát pod Radhoštěm
- 1980	Výtvarné Podbeskydí, zámek Frýdek Místek -
- 1982	Výtvarníci Novojičínska a Vsetínska, Žerotínský zámek Nový Jičín
- 1983 	Výstava Severomoravských umělců, Drážďany (Německo)
- 1983	Obrazy Josefa Treuchela, Galerie Dílo Mariánské Lázně
- 1985	Josef Treuchel, výstava k 60. narozeninám, Severomoravská galerie výtvarného umění Ostrava
- 2000 Krajina Josefa Treuchela, Muzeum ve Frenštátě pod Radhoštěm
- 2006	Treuchel, Hercík, Galerie Mlejn, Ostrava
- 2009	Hornictví na Ostravsku, Příbram
- 2011	Frýdlantská pokladnice, Frýdlant nad Ostravicí
- 2011	Štramberský štětec, Štramberk
- září 2015 – leden 2016 Josef Treuchel – Obrazy (nejen) mé krajiny, Žerotínský zámek, Nový Jičín
- 8. 11. 2016 – 23. 11. 2016 Autorská výstava Josef Treuchel, IC Zvonice Soláň